# Gohfeld
Gohfeld ist ein Stadtteil der im Nordosten Nordrhein-Westfalens gelegenen Stadt Löhne. Bis zu deren Gründung 1969 bildete der Ort eine eigene Gemeinde. Heute bezeichnet man allerdings oft nur den östlichen Teil des früheren Gemeindegebietes als Gohfeld, während der offiziell zu Gohfeld zählende Westen als Löhne-Bahnhof bezeichnet wird, quasi einen eigenen inoffiziellen Stadtteil darstellt und deshalb hier nicht mitbeschrieben wird. 

## Lage und Ortsteile
Gohfeld macht den Osten und Südosten des Löhner Stadtgebietes aus. Angrenzende Stadtteile sind Löhne-Bahnhof im Westen und Mennighüffen nebst Ulenburg im Nordwesten. Ansonsten schließen sich im Norden und Osten Bad Oeynhausen mit Werste, Innenstadt und Lohe, im Südosten Vlotho-Exter und im Südwesten Herford-Schwarzenmoor an.
Der Stadtteil liegt auf dem Südufer der Werre. Auf deren hochwassersicheren Terrasse liegen die Kerne der Ortsteile Depenbrock, Jöllenbeck und Melbergen. Nach Süden hin steigt das Gelände merklich an und wird von mehreren Sieks durchzogen. Hier findet sich der Ortsteil Wittel.
Gohfeld ist dicht besiedelt und in weiten Teilen mit dem benachbarten Bad Oeynhausen zusammengewachsen. Die Bevölkerungszahl ist nicht genau zu ermitteln, da Gohfeld und Löhne-Bahnhof in der Statistik zusammengeführt werden. Zur groben Orientierung kann man aber von ungefähr zwei Dritteln des gemeinsamen Wertes (31. Dezember 2003: 18.642), also rund 12.500 Einwohnern, ausgehen.

## Geschichte
Die getrennte Entwicklung von Gohfeld und Löhne-Bahnhof geht auf die Siedlungsentwicklung seit dem 19. Jahrhundert zurück. Nachdem auf dem westlichen Gebiet der damaligen Gemeinde Gohfeld ein großer Rangier- und Umsteigebahnhof gebaut wurde, entwickelte sich hier ein eigener Siedlungsschwerpunkt mit Ausstrahlung auf die umliegenden Gemeinden, der Name Löhne-Bahnhof bürgerte sich ein. Das Gohfelder Kerngebiet im Osten dagegen richtete sich verstärkt auf die aufstrebende Nachbarstadt Bad Oeynhausen aus.
Als Erste besiedelten Cherusker und Chasuarer die Gegend. Nach Ende der Völkerwanderung ließen sich dort um 400 Sachsen nieder. Um 800 wurde das Gebiet von den Franken christianisiert. Die erste urkundliche Erwähnung des Ortsteils Jöllenbeck ist für 993 nachgewiesen, der Name Gohfeld wurde 1224 erstmals erwähnt. 
1338 gibt es Zeugnisse für eine Pfarrkirche in Gohfeld. Um 1550 fand auch in Gohfeld die lutherische Reformation statt. 1636 wütete eine Pestepidemie, im gleichen Jahr begannen die Aufzeichnungen in den Kirchenbüchern. Auf dem Schloss zu Hausberge wurden 1654–1656 21 Frauen der Hexerei beschuldigt und verbrannt. 1735 wurde die Neue Kirche eingeweiht, sie war ein Geschenk des Preußischen Königs Friedrich Wilhelm I. Für 1751–1771 ist das Wirken Pastor Friedrich August Weihes, eines Vertreters des Pietismus, nachgewiesen. 
Im Gefecht bei Gohfeld 1759, einem Nebenschauplatz der Schlacht bei Minden, besiegen 10.000 Hannoveraner und Verbündete unter Karl Wilhelm Ferdinand von Braunschweig 4.000 Franzosen unter Herzog Jean-Paul-Timoléon von Brissac. Ein Teil des Schlachtfeldes wird seitdem „Blutwiese“ genannt. 
Bis zu den Napoleonischen Kriegen war Gohfeld Sitz der Vogtei Gohfeld im Amt Hausberge des Fürstentums Minden. 1807 fiel Gohfeld an das französisch kontrollierte Königreich Westphalen und gehörte dort bis 1810 zum Kanton Reineberg im Departement der Weser und von 1811 bis 1813 zum Kanton Vlotho im Departement der Fulda. In das Jahr 1813 fallen Truppendurchmärsche der Russen (General von Winzigrode, 42.000 Mann) und der Preußen (General Bülow von Dennewitz, 30.000 Mann).
Gohfeld kam 1816 zum neuen Kreis Bünde und gehörte seit 1832 zum Kreis Herford. Seit 1843 bildete Gohfeld eine Landgemeinde im Amt Gohfeld, die sich aus den vier alten Bauerschaften Bischofshagen, Depenbrock, Jöllenbeck und Melbergen zusammensetzte.
1847 erfolgte der Bau der Köln-Mindener Eisenbahn unmittelbar nördlich der alten Siedlungskerne. Nach dem Bau der Südbahn in Richtung Hameln 1875 liegt der Gohfelder Kernraum fortan zwischen zwei Bahndämmen. Pfarrer Eduard Kuhlo, mit seinem Sohn Johannes Kuhlo Begründer des protestantischen Posaunenchorwesens, wirkte von 1854 bis 1891 in Gohfeld. 
Seit 1943 gehörte Gohfeld zum Amt Löhne. 1964 wurde die neue Kirchengemeinde Wittel gegründet und die Lukaskirche gebaut. 
Bestrebungen, im Zuge der anstehenden NRW-Gemeindereform Gohfeld teilweise oder ganz an Bad Oeynhausen anzuschließen, scheiterten um 1967 am Widerstand der Löhner Kommunalpolitiker. Am 1. Januar 1969 wurde Gohfeld nach Löhne eingemeindet.
1992 hielt der letzte Zug am Bahnhof in Gohfeld, der danach geschlossen wurde. 1993 konnte Gohfeld die 1000-Jahr-Feier des Ortes begehen. Die Schließung der Evangelischen Fachschule für Hauswirtschaft und Ernährung (im Volksmund „Puddingschule“ genannt) durch den Träger Evangelische Frauenhilfe Westfalen erfolgte 1994. Die letzte Schulleiterin war Barbara Hänsch gewesen, seit 1990 hatte die Schule einen nicht geringen Anteil Schülerinnen aus dem Beitrittsgebiet der ehemaligen DDR. 
2000 fand die Landesgartenschau Bad Oeynhausen/Löhne 2000 als gemeinsame Veranstaltung mit Bad Oeynhausen auf einem ehemaligen Ziegeleigelände in Gohfeld statt. Heute ist dort der Landschafts- und Kulturpark Aqua Magica.

## Verkehr
Der an den Bahnstrecken Hamm–Minden und Löhne–Rheine gelegene Bahnhof Gohfeld ist geschlossen. Er soll in Zukunft wieder an das Bahnnetz angebunden werden. Der Stadtteil kann mit einigen Buslinien (430, 437 und 438) von Löhne-Bahnhof und Bad Oeynhausen aus erreicht werden.

## Schulen
- Grundschule Gohfeld
- Grundschule Melbergen-Wittel
- Goethe Realschule

## Kindergärten
- Plumpaquatsch, integrativer Kindergarten einer Elterninitiative
- Ev. Simeonkindergarten
- Ev. Johannes Kindergarten

## Kirchengemeinden
- Evangelisch-Lutherische Kirchengemeinde Gohfeld
- Evangelische Kirchengemeinde Wittel